# Actieve dialyse
Onder actieve dialyse wordt verstaan de verschillende vormen van nierfunctievervangende therapieën (zoals hemodialyse) waarbij de patiënt zelfstandig de benodigde handelingen verricht. De patiënt weegt zich, bouwt de apparatuur op, meet en controleert zelf de bloeddruk, sluit zich aan, regelt de instellingen van de monitor, voert de controles tijdens de behandeling zelfstandig uit, herkent de verschillende alarmen en ruimt na afloop van de behandeling de verschillende materialen op.
Om de handelingen te leren wordt actieve dialyse eerst (onder begeleiding) uitgevoerd op een dialyse-afdeling in een ziekenhuis. Later kan dit in een dialysehotel (diatel) of met thuisdialyse bij de patiënt aan huis.
Voordelen:
- de patiënt behoudt voor een belangrijk deel zijn zelfstandigheid (gevoel van onafhankelijkheid en verantwoordelijkheid)
- behouden of versterken van eigenwaarde
- beter ziekte-inzicht
- beter omgaan met dieetvoorschriften en medicijnen

Voorwaarden:
- de patiënt moet goed gemotiveerd zijn
- de patiënt moet geestelijk en lichamelijk in staat zijn de benodigde handelingen uit te voeren.